# BandNews FM Porto Alegre
BandNews FM Porto Alegre é uma emissora de rádio brasileira sediada em Porto Alegre, capital do estado do Rio Grande do Sul. Opera no dial FM, na frequência 99,3 MHz, e é uma emissora própria da BandNews FM, sendo pertencente ao Grupo Bandeirantes de Comunicação. Seus estúdios ficam localizados na Tecnopuc, da PUC-RS no bairro do Partenon, e sua antena de transmissão está no alto do Morro da Polícia.

## História
Em 4 de julho de 1977, o Ministério das Comunicações outorgou uma permissão de rádio FM para o Grupo Bandeirantes de Comunicação em Porto Alegre, utilizando a frequência 99,3 MHz. Desta, foi criada em 1980 a rádio Bandeirantes FM, primeiro empreendimento por meios próprios do grupo no Rio Grande do Sul, que no mesmo ano, também adquiriu os veículos que pertenciam à Ordem dos Frades Menores Capuchinhos (TV Difusora, atual Band RS; Rádio Difusora, atual Rádio Bandeirantes Porto Alegre; e Difusora FM, posteriormente Ipanema FM, hoje extinta).
De início, apresentava uma programação musical adulta, com músicas nacionais e estrangeiras. A partir de 1985, sob a direção de Edson Araújo, a emissora começa a abrir espaço para programas noticiosos, intercalados com a programação musical. São destaques atrações como o Rota 99, Bandeira 1, Bandeirantes Acontece e Big Night, focados principalmente em informações como economia, negócios, cultura e artes. Segundo dados do IBOPE, entre janeiro e março de 1991, a emissora chegava a apresentar o dobro da audiência da sua principal concorrente, a Itapema FM.
Em 1995, a filial gaúcha do Grupo Bandeirantes, na época sob a direção do jornalista Bira Valdez, passa por dificuldades financeiras, que acabam respingando nas rádios do grupo. A Bandeirantes FM acaba extinguindo parte dos seus programas jornalísticos, devido aos cortes no número de funcionários. Édson Araújo, que dirigia a rádio desde 1985, também é demitido por não concordar com os rumos que a emissora havia tomado, sendo substituído por Kátia Suman. No fim de 1999, Kátia também é demitida, e em março de 2000, a emissora tem sua programação própria encerrada e passa a retransmitir na íntegra a programação dos 640 kHz, sendo utilizada também como segundo canal nas jornadas esportivas que envolviam a Dupla Grenal.
Em dezembro de 2001, os 99,3 MHz passaram a compor a Band FM, liderada a partir de São Paulo, com programação musical popular focada em samba, pagode e sertanejo. À meia-noite de 20 de maio de 2005, a emissora deixou a Band FM e passou a retransmitir a BandNews FM, inaugurada naquele dia juntamente com as estações de São Paulo, Rio de Janeiro e Belo Horizonte. Sua programação então deixou de ser musical e passou a ser totalmente jornalística, com noticiários a cada 20 minutos, além de transmitir jornadas esportivas em rede ou em cadeia com a Rádio Bandeirantes Porto Alegre.
Em 11 de março de 2024, o Grupo Bandeirantes no Rio Grande do Sul transferiu sua sede do histórico endereço no bairro Santo Antônio, onde ficou desde o início de suas operações em 1980, para o  Parque Científico e Tecnológico da PUC-RS, a Tecnopuc. Neste dia, tanto a Rádio Bandeirantes quanto a BandNews FM estrearam estúdios novos.